# Lago Loreto
Lago Loreto (también llamado Laguna Loreto) es un lago de cráter en el centro de la isla volcánica de Bioko, en el oeste del país africano de Guinea Ecuatorial, a cuarenta kilómetros al sur de Malabo y diez al oeste de la localidad ecuatoguineana de Riaba. Se trata de un lugar que alcanza hasta los 1350 metros de altura sobre el nivel del mar. Posee una superficie de 30,4 hectáreas o 303.959.89 m² y un perímetro de 2,03 km.